# بمب‌گذاری در خیابان رن
بمب‌گذاری در خیابان رن، در ۱۷ سپتامبر ۱۹۸۶ رخ داد که یک بمب دست‌ساز کار گذاشته شده توسط شبه‌نظامیان حزب‌الله لبنان، در خارج از ساختمان ستاد لو پوئن و فروشگاه تاتی، هر دو در خیابان رن، منفجر شد. در این حمله، هفت نفر کشته و ۵۵ نفر دیگر زخمی شدند. این حمله توسط فؤاد صالح سازماندهی شد که در ماه‌های قبل، بمب‌گذاری‌های متعددی را در پاریس انجام داده بود.